# Katō Kiyomasa
En aquest nom japonès, el cognom és Katō.
Katō Kiyomasa (加藤清正,) (Província d'Owari, 25 de juliol de 1562 - Kumamoto, Província de Higo, 2 d'agost de 1611) va ser un dàimio japonès del període Sengoku i del període Edo de la història del Japó.
Com a membre devot del budisme, Katō va encoratjar la construcció dels temples Nichiren. Va tenir una sèrie de conflictes amb Konishi Yukinaga, que governava el domini veí de Higo, que era a més cristià. Katō va ser famós per suprimir el cristianisme, per la qual cosa va ordenar durant la batalla de Fondo que s'obrissin tots els ventres de les dones cristianes embarassades i li tallessin els caps als seus nadons.
Durant la batalla de Sekigahara, Katō romandre a Kyūshū donant suport a l'exèrcit aquest de Tokugawa Ieyasu. Per la seva lleialtat al clan Tokugawa, Katō va ser recompensat amb les terres del seu antic rival Konishi (que havia donat suport a Ishida Mitsunari), amb el qual va arribar a incrementar el seu domini fins a 530,000 koku.
En els seus anys posteriors, Katō va tractar de fungir com a mediador en les cada vegada problemàtiques relacions entre Ieyasu i Toyotomi Hideyori. En 1611, durant la travessia marítima d'una d'aquestes reunions, va començar a sentir-se malament i va morir un poc després de la seva arribada. Va ser enterrat al temple Honmyō a Kumamoto, però també té tombes a la prefectura de Yamagata i a Tòquio.